# ONE PIECE MUSIC&BESTSONG Collection
『ONE PIECE MUSIC&BESTSONG Collection』（ワンピース ミュージック アンド ベストソング コレクション）は、テレビアニメ『ONE PIECE』のコンピレーション・アルバム。
2001年7月20日に日本コロムビアから発売された。

## 概要
- テレビアニメ『ONE PIECE』のサウンドトラックであるがキャラクターソングなども収録されている。
- CDジャケットには、モンキー・D・ルフィ・ロロノア・ゾロ・ナミ・ウソップ・サンジが描かれている。

## 収録曲
1. PANDAMAN
歌：ミック入来
作詞：藤林聖子 / 作曲：貴大優大 / 編曲：村瀬恭久
2. HI! HO! READY GO!
歌：麦わら海賊団（田中真弓、中井和哉、岡村明美、山口勝平、平田広明）
作詞：藤林聖子 / 作曲・編曲：竹田えり
3. WANTED!
歌：モンキー・D・ルフィ（田中真弓）
作詞：藤林聖子 / 作曲：田中公平 / 編曲：岩崎文紀
4. MUSIC
歌：ナミ（岡村明美）
作詞：藤林聖子 / 作曲：田中公平 / 編曲：岩崎文紀
5. Spirit of ZORO
歌：ロロノア・ゾロ（中井和哉）
作詞：藤林聖子 / 作曲：田中公平 / 編曲：村瀬恭久
6. ウソップ☆ドロップ
歌：ウソップ（山口勝平）
作詞：藤林聖子 / 作曲：貴三優大 / 編曲：稲葉成秀
7. サンジ　The Great Blue 〜デザートはキミ〜
歌：サンジ（平田広明）
8. 1.2.ジャンゴ！
歌：ジャンゴ（矢尾一樹）
作詞：藤林聖子 / 作曲：貴三優大 / 編曲：稲葉成秀
9. サンバ・ボンバー悪魔の実
歌：麦わら海賊団（田中真弓、中井和哉、岡村明美、山口勝平、平田広明）
作詞：藤林聖子 / 作曲・編曲：竹田えり
10. Holy Holiday!
歌：モンキー・D・ルフィ（田中真弓）
作詞：藤林聖子 / 作曲・編曲：貴三優大
11. トニートニー・チョッパー
12. グランドラインの島々－cold
13. グランドラインの島々－hot
14. ミス・オールサンデー
15. 海の生物
16. 静かな怒り
17. 真剣勝負!
18. めざせワンピース!
19. ウィーアー!
歌：きただにひろし
作詞：藤林聖子 / 作曲：田中公平 / 編曲：根岸貴幸